# Limnotilapia dardennii
Limnotilapia dardennii – gatunek słodkowodnej ryby z rodziny pielęgnicowatych (Cichlidae), jedyny przedstawiciel rodzaju Limnotilapia. Hodowana w akwariach.

## Występowanie
Gatunek endemiczny jeziora Tanganika w Afryce Wschodniej. Szeroko rozprzestrzeniony w przybrzeżnych wodach jeziora i w deltach wpływających do niego rzek. Występuje nad dnem piaszczystym lub – rzadziej – skalistym, zwykle na głębokości około 6 m, ale spotykany jest do głębokości 30 m. Młode zasiedlają płytkie wody z piaszczystym lub mulistym dnem, a dorosłe przebywają głębiej, tworząc liczne zgrupowania przy skalistych zboczach.

## Opis
Osiąga w naturze do 26 cm długości. Żywi się glonami nitkowatymi zeskrobywanymi ze skał i roślinami wodnymi. Okazjonalnie zjada bezkręgowce i ikrę ryb.
| Zalecane warunki w akwarium | Zalecane warunki w akwarium |
| --------------------------- | --------------------------- |
| Zbiornik                    | duży                        |
| Temperatura wody            | 24–27 °C                    |
| Twardość wody               | twarda 8–25°n               |
| Skala pH                    | 7,3–8,8                     |
| Pokarm                      | głównie roślinny            |

## Zagrożenia i ochrona
Gatunek liczny i szeroko rozprzestrzeniony, wpisany do Czerwonej księgi gatunków zagrożonych w kategorii LC.